# Plants and Animals
Plants and Animals est un groupe canadien de rock indépendant, originaire de Montréal, au Québec.

## Histoire
L'EP éponyme de Plants and Animals sort en 2003 sur le label Ships at Night Records. À l'automne 2007, Plants and Animals sort l'EP de quatre chansons With/avec. Leur premier album studio, Parc Avenue, sort le 26 février 2008 au Canada et le 25 mars 2008 aux États-Unis. L'album est enregistré entièrement sur bande analogique et comporte des parties de cordes réalisées par Sarah Neufeld d'Arcade Fire. Il est sélectionné pour le Prix de musique Polaris 2008 et est nommé pour le prix Juno 2009 de l'« album alternatif de l'année » ; le groupe est également nommé pour le prix du nouveau groupe de l'année.
Le groupe lance son deuxième album, intitulé La La Land, le 20 avril 2010, enregistré à la fois au Treatment Room, à Montréal, la ville natale du groupe, et à La Frette Studios, en banlieue parisienne, en France. Leur troisième album, The End of That, sort le 28 février 2012. Le trio passe près d'un an à préparer un catalogue de chansons avant d'entrer en studio. Waltzed in from the Rumbling, leur quatrième album studio, sort le 29 avril 2016, suivi en novembre de Passed Out from the Waltzing, un EP de faces B de l'album. En 2018, ils sortent une édition élargie du 10e anniversaire de Parc Avenue, comprenant plusieurs titres bonus. Leur cinquième album, The Jungle, sort en octobre 2020.
En 2022, Basque sort l'album Le Soleil et la mer avec son projet Bibi Club. En 2024, Spicer sort un album avec le projet Unessential Oils.

## Discographie

### Albums studio
- 2008 : Parc Avenue
- 2010 : La La Land
- 2012 : The End of That
- 2016 : Waltzed in from the Rumbling
- 2020 : The Jungle

### EP
- 2003 : Plants and Animals EP
- 2007 : With/avec EP
- 2016 : Passed Out from the Waltzing

### Singles
| 2012                                                    | Lightshow   | 29 | The End of That |
| 2012                                                    | Why and Why | 36 | The End of That |
| « — » signifie que le morceau n'a atteint aucune place. |             |    |                 |